# Die Toten bleiben jung (Film)
Die Toten bleiben jung ist ein deutscher Spielfilm aus dem DEFA-Studio für Spielfilme von Joachim Kunert aus dem Jahr 1968 nach dem gleichnamigen Roman von Anna Seghers aus dem Jahr 1949.

## Handlung
Die drei Reichswehroffiziere von Wenzlow, von Klemm und von Lieven fahren mit einem Auto in den Wald, um dort das Mitglied der Roten Matrosen Erwin ohne Verhandlung hinzurichten. In Berlin wartet dessen Freundin Marie vergeblich, bekommt sie doch ein Kind von ihm. Obwohl sie von ihrer Tante Helene Unterkunft und Geld für einen Schwangerschaftsabbruch erhält, beschließt sie, das Kind zu behalten. Etwas Geld verdient sie sich bei dem Arbeiter Geschke, auf dessen drei Kinder sie aufpasst, seit seine Frau verstorben ist. Als sie nicht mehr damit rechnet, Erwin wiederzusehen, unterbreitet sie Geschke den Vorschlag, gemeinsam eine Familie zu gründen, und klärt ihn über das zu erwartende Kind auf. Es ist mehr eine Zweckgemeinschaft, Geschke wird den Jungen, der den Namen Hans bekommt, wie sein eigenes Kind groß ziehen.
Im Jahr 1920 kommt es zum Kapp-Putsch gegen die nach der Novemberrevolution geschaffene Weimarer Republik. Neben der bewaffneten Gegenwehr der Proletarier ist vor allen Dingen der ausgerufene Generalstreik für die Niederschlagung des Putsches verantwortlich. Hier halten Sozialdemokraten wie Geschke und Kommunisten wie der Arbeiter Triebel zusammen. Um den darauf folgenden Ruhraufstand niederzuschlagen, meldet sich Hauptmann von Klemm mit seinem Fahrer Becker, nach einem Ausflug in das zivile Leben, wieder bei der Reichswehr und trifft auf seine ehemaligen Kameraden. Während einer Fahrt wird von Klemm von zwei Schüssen verletzt und schickt Herrn von Lieven, einen baltischen Emigranten, zu seiner Frau Lenore, damit er sie darüber informiert. Dieser nutzt die Gelegenheit, zu ihr ein Verhältnis aufzubauen. Leutnant von Wenzlow, der Schwager von Klemms, lässt während dieser Zeit die Aufständischen mit Artillerie zusammenschießen. Durch die Reihen der überlebenden Gefangenen geht ein Verräter, der die führenden Kämpfer meldet, die dann ausgesondert werden. Dieser Verräter wird während der Aktion erschossen und der Schütze festgenommen. Leutnant von Wenzlow ordnet dessen sofortige Erschießung ohne Gerichtsverhandlung an.
Von Klemm lernt die junge Frau Nora kennen und lieben, doch er kann sich nicht scheiden lassen, da er nicht auf seinen Sohn Helmut verzichten will. Durch seinen Chauffeur Becker, der ihm treu ergeben ist, erfährt er, dass bei einer durch die Ehefrau verschuldeten Scheidung das Kind dem Mann zugesprochen wird. Da Herrn von Klemm ein solcher Grund nicht einfällt, erzählt ihm Becker die Geschichte von dem Verhältnis zwischen von Lieven und seiner Frau, die sich während der Schussverletzung entwickelte. Von Klemm wird geschieden und kann seine neue Liebe heiraten. Da aber seine neue Frau ihren alten Fahrer behalten will, wird er Becker entlassen müssen. Als der das erfährt, ist er so enttäuscht, dass er das Auto in selbstmörderischer Absicht gemeinsam mit Herrn von Klemm durch das Geländer einer Brücke lenkt, wo sie mehrere Meter in den Abgrund stürzen.
Eines Tages sieht Marie in einem Gartenlokal den jungen Mann wieder, der ihr vor zehn Jahren einmal als Erwins Freund vorgestellt wurde, den sie aber nie sprechen konnte. Als er geht, schickt sie ihren Sohn Hans hinterher, um seine Adresse zu erfahren. Hans spricht ihn an und befreundet sich mit ihm, ohne zu wissen, dass Martin der beste Freund seines Vaters war. Als Marie ihn unter der angegebenen Anschrift aufsucht, streitet Martin ab, der gesuchte Freund zu sein, da er in der Illegalität lebt. Hans freundet sich aber mit dem Kommunisten Martin an und lernt bei ihm auch das Mädchen Emmi kennen. Es ist die Zeit des aufstrebenden Nationalsozialismus. Auch Geschkes zweitältester Sohn, der älteste starb vor mehreren Jahren, lässt sich von den Nazis einfangen. Zur Hochzeit seiner Schwester Helene kommt er in SA-Uniform und gratuliert mit der Information, dass Adolf Hitler Reichskanzler geworden ist. Als Hans seinen Freund vor den einsetzenden Verhaftungen, auch Triebel ist darunter, warnen will, findet er nur noch eine verlassene Wohnung vor. Emmi bestellt ihm einen Gruß und sagt, dass er verreisen musste.
1936 trifft Hans zufällig auf einem Bahnhof mit Martin zusammen. Sie gehen einen Kaffee trinken und unterhalten sich, doch Martin will nicht erzählen, was er macht. Aber Hans kann ihn davon überzeugen, dass er von ihm nichts zu befürchten braucht. So erzählt Martin dann, dass er am nächsten Tag zu den Internationalen Brigaden nach Spanien fährt, und bietet Hans an, mitzukommen. Doch dieser ist inzwischen auch Kommunist geworden und wird im Widerstand in Deutschland gebraucht. Während einer illegalen Plakatklebeaktion wird die Gruppe von der Polizei überrascht, die Heiner, den Ehemann von Geschkes Tochter, erschießt. So erfährt Marie, mit welchen Aktivitäten sich Hans beschäftigt.
Während des Zweiten Weltkriegs kann der inzwischen zum SS-Offizier aufgestiegene von Lieven seine seit der Oktoberrevolution enteigneten Güter im Baltikum wieder in Besitz nehmen. Er ist jetzt mit seiner Cousine Elisabeth verheiratet und sie haben ein gemeinsames Kind. Doch dort leben sie nicht sicher, da das Gut mitten im Partisanengebiet liegt. Von Lieven schickt seine Frau mit dem Kind in Sicherheit, während er auf militärische Verstärkung wartet. Bevor die Verstärkung jedoch eintrifft, greifen die Partisanen an und erschießen von Lieven.
Hans wird inzwischen auch zur Wehrmacht eingezogen und bekommt hier den Auftrag, einen Transport nach Berlin zu begleiten. Anschließend darf er 2 Tage bei seiner Familie bleiben, wo er auf Emmi trifft, die mit seiner Schwester Helene zu Besuch kommt. Beide haben sich lange nicht gesehen und verbringen die Nacht zusammen. Hier erzählt er ihr auch, dass er die Absicht hat, zu desertieren. Wieder zurück an der Front in Polen, gerät er mit seinen Kameraden in eine Kesselschlacht, die für ihn Anlass ist, gemeinsam mit anderen Soldaten die Front zu wechseln. Er sichert für die anderen die Flucht und wird von den Deutschen deshalb noch festgenommen und zum Kommandeur der Einheit geführt. Das ist von Wetzlow, der unmittelbar zuvor zum Oberstleutnant befördert wurde. Während dieser den Befehl gibt, Hans sofort zu erschießen, erinnert er sich an sein erstes Mordopfer im Jahr 1918, von dem er nicht weiß, dass dieser der Vater des jetzt ihm gegenüber stehenden Soldaten war, anschließend erschießt sich von Wetzlow selbst, was er schon längere Zeit geplant hat.
In den Luftschutzkellern Berlins erleben Marie und Emmi, die von Hans ein Kind erwartet, das Ende des Krieges.

## Produktion und Veröffentlichung
Die Toten bleiben jung wurde als Schwarzweißfilm in Totalvision von der Künstlerischen Arbeitsgruppe „Berlin“ gedreht und hatte seine feierliche Doppelpremiere am 14. November 1968 zu Ehren des 50. Jahrestages der Novemberrevolution in den Berliner Kinos International und Kosmos. Im Fernsehen der DDR wurde der Film am 9. September 1973 im 1. Programm gesendet und am 16. November 1973 wurde er im ZDF gezeigt.
Die Dramaturgie lag in den Händen von Walter Janka und das Szenarium stammt von Christa Wolf und Joachim Kunert unter der Mitarbeit von Anna Seghers.

## Kritiken
In der Berliner Zeitung bemerkte Günter Sobe: 

„Eine große Rolle in einem Film, dessen Handlung sich über ein Vierteliahrhundert erstreckt und die dazu an vielen verschiedenen Schauplatzen abläuft, spielt das Szenenbild. Gerhard Helwigs Leistung ist in diesem Zusammenhang hoch zu bewerten. Wenn es gelang, jeder Szene vom Milieu her das typische und realistische Kolorit zu geben, so ist das neben dem sachlichen Stil der Inszenierung Kunerts in hohem Maße sein Verdienst.“

In der Neuen Zeit äußert sich H. U.: 

„Viele Figuren und Ereignisse bleiben sehr skizzenhaft, und einem Filmbesucher, der den Roman nicht kennt, werden manche Zusammenhänge und damit auch manche Bedeutungen unklar bleiben. Die Gestalten- und Handlungsfülle des Romans hätte wohl doch etwas reduziert werden müssen, damit aus der Romanstruktur eine an Intensität vergleichbare Filmstruktur hätte entwickelt werden können.“

Im Neuen Deutschland schrieb Horst Knietzsch: 

„‚Die Toten bleiben jung‘ ist keiner von den äußerlichen Explosivfilmen, die die Leinwand erzittern lassen durch laute Töne. Er ist ein bewegendes Bild deutscher Schicksale vor dem politischen Hintergrund der Jahre 1918 bis 1945, ein Stück eigenen Lebens und Erlebens.“

Das Lexikon des internationalen Films schreibt, dass es sich um eine menschlich differenzierte, um überzeugendes Zeitkolorit und naturalistische Atmosphäre bemühte Literaturverfilmung handelt, die der Vielschichtigkeit der Vorlage jedoch nur bedingt gerecht wird.